# おろしや国酔夢譚
『おろしや国酔夢譚』（おろしやこくすいむたん）は、井上靖による長編小説、またそれを原作とした1992年公開の日本映画である。
大黒屋光太夫をはじめとする、漂流した神昌丸の乗組員17人の運命を、日露の漂流史を背景に描き出した歴史小説で、『北槎聞略』などを参考に書かれているが、この小説が書かれた当時は、帰国後の光太夫らが故郷に一時帰郷できたことや比較的自由に江戸で生活していたことは、まだ判明していなかった。そのため光太夫らは帰国後、幽閉同然に扱われたことになっている。井上は後年に関係者から帰国後の光太夫の資料を提供されたが、結局作品を改訂することはなかった。1966年から1968年にかけ『文藝春秋』に掲載され、文藝春秋から刊行（のち文春文庫）。日本文学大賞受賞、映画化の際に徳間文庫でも刊行された。
映画のロシア語題名は『Сны о России』（ロシアの夢）、英語題名は『Dreams of Russia』、または『O-roshiya-koku-sui-mutan』。

## あらすじ
天明2年12月（1783年1月）、伊勢を出発し、光太夫ら17人（船頭の大黒屋光太夫および作次郎、次郎兵衛、安五郎、清七、長次郎、藤助、与惣松、勘太郎、九右衛門、幾八、藤蔵、市蔵、小市、新蔵、庄蔵、磯吉）を乗せた船「神昌丸」は、江戸へ向かう途中に嵐に遭い、舵を失って漂流中に1人を失いながらも、8か月の漂流後に当時はロシア帝国の属領だったアムチトカ島に漂着した。この島で7人の仲間が次々と死んでいくが、残った9人は現地のロシア人の言葉やアムチトカ原住民の言葉を習得しながら帰国の道を模索する。漂着から4年後、現地のロシア人たちと協力し流木や壊れた船の古材を集めて船をつくり、カムチャッカ半島のニジネカムチャック（Nizhne-Kamchatsk）へ向かう。だがここで待っていたのは島とは比較にならない厳しい冬将軍で、さらに3人を失うのであった。
残った6人は、現地政庁の役人たちと共にオホーツクからヤクーツク経由でレナ川沿いにイルクーツクへと向かうが、1人が重い凍傷で片足を失ったため帰国が不可能と悟りロシアに帰化する。また、さらに1人が病死する。この地の政庁に帰国願いを出しても届かないことに業を煮やした光太夫は、当地に住んでいたスウェーデン系フィンランド人の博物学者キリル・ラックスマンの助けを借りて、ラックスマンと共に（漂流民としては1人で）、女帝エカチェリーナ2世に帰国願いを出すために、ロシアの西の端の帝都ペテルブルクへ向かった。数か月後、夏の宮殿でいよいよ女帝への謁見が決定した。

## 映画
大映（現：KADOKAWA）・電通製作、東宝配給により1992年に公開された。上映時間の制約などから、アムチトカ島からカムチャッカを経由せずいきなりオホーツクに到着することになっている等の経由地の省略や、女帝に謁見した当日には帰国が許されることになっている等のエピソードの省略がある。

### スタッフ
- 製作総指揮：徳間康快
- 監督：佐藤純彌
- 脚本：野上龍雄、神波史男、佐藤純彌
- 音楽：星勝
- 撮影：長沼六男
- 美術：徳田博、ワレーリー・ユルケヴィチ
- 衣装デザイナー：田代洋子、エカテリーナ・シャブカイツ、マリーナ・カイシャウリ
- 照明：熊谷秀夫
- 録音：橋本泰夫
- 編集：鈴木晄
- 音響効果：伊藤進一
- 助監督：桃沢裕幸、ワレーリー・ブイチェンコフ
- 義太夫指導：豊竹嶋大夫
- 所作指導：久世浩
- 題字：阿部翠竹
- 協力：サンクトブルク撮影所レンフィルム
- ロケ協力：奥尻町、車力村、　ほか
- 現像：IMAGICA
- プロデューサー：土川勉、桜井勉、アンドレイ・ゼルツアーロフ
- 音楽プロデューサー：三浦光紀、及川善博、アリギリダス・パウロヴィチュス
- 製作コーディネータ：堀江新二
- 製作協力：徳間書店、大映映像、TOKYO FM、JFN
- 特別製作：凸版印刷、東洋水産
- 「おろしや国酔夢譚」制作委員会：藤田弘道、成田豊、西海枝仁、前田伸治、加藤博之、堀内実三
- 協力：三重県鈴鹿市、フジカラー、西本願寺、大和証券
- 提携：日本テレビ放送網

### キャスト
- 大黒屋光太夫 - 緒形拳
- 庄蔵 - 西田敏行
- 小市 - 川谷拓三
- 九右衛門 - 三谷昇
- 新蔵 - 沖田浩之
- 磯吉 - 米山望文
- 幕閣 - 加藤和夫、金内喜久夫、 児玉謙次、平野稔
- 幕府の使者 - 頭師孝雄、竹村健
- キリル・ラックスマン - オレグ・ヤンコフスキー
- エカテリーナ2世 - マリナ・ヴラディ
- ベスボロドコ伯爵 - ユーリー・ソローミン
- 松平定信 - 江守徹
- エウゲニー・エフスチグネーエフ、ヴィクトル・ステバーノフ、リュドミラ・ドミトリエワ、市原清彦、天田益男、 真実一路、坂田雅彦、久世浩、川口節子、羽村英、小峰裕一、矢部享祐、筒井巧　ほか

### 制作

#### 撮影
1992年2月、北海道で島に緒形拳が漂着するシーンからクランクイン。1991年のソ連崩壊の時期にロシアサンクトペテルブルク撮影所レンフィルムの協力のもと大規模ロケが行われた。メインスタッフだけ前年の冬から拘束され、先に冬のシベリアを体験した。シベリアロケは気温がマイナス50度まで下がり、まつ毛も凍りツララが眼球に刺さる恐れがあるため、まつ毛を上げて撮影した。当時は喫煙者が多かったが、ライターは使えなかった。大映は一人あたり10数万円で防寒具を購入してくれた。ロケは2年半にも及び、本作のプロデューサー・櫻井勉は1969年から映画テレビに関わり、『乱』や『敦煌』の撮影にも参加したが、本作ほど余裕のある形で映画が製作されたことは後にも先にもないと話している。
当時のサンクトペテルブルク市長はアナトリー・サプチャーク、対外関係委員会議長がウラジーミル・プーチンであった。

## 刊行書誌
- 『おろしや国酔夢譚』 文藝春秋、1968年／文春文庫、1974年、ISBN 978-4-16-710401-6
- 『おろしや国酔夢譚』 徳間書店〈徳間文庫〉、1991年12月、ISBN 978-4-19-599358-3
- 『おろしや国酔夢譚 新装版』 文藝春秋、1992年1月、ISBN 978-4-16-312960-0
- 『井上靖小説全集 第28巻』 新潮社、1972年
- 『井上靖歴史小説集 第6巻』 岩波書店、1981年11月
- 『井上靖全集 第16巻』 新潮社、1996年8月
- 『おろしや国酔夢譚 新装版』 文藝春秋〈文春文庫〉、2014年10月、ISBN 978-4-16-790208-7